# Loučky (okres Semily)
Loučky jsou obec v okrese Semily v Libereckém kraji. Leží zhruba pět kilometrů severovýchodně od Turnova. Žije zde 156 obyvatel.

## Historie
První písemná zmínka o obci pochází z roku 1499.

## Obyvatelstvo
| Rok            | 1869 | 1880 | 1890 | 1900 | 1910 | 1921 | 1930 | 1950 | 1961 | 1970 | 1980 | 1991 | 2001 | 2011 | 2021 |
| -------------- | ---- | ---- | ---- | ---- | ---- | ---- | ---- | ---- | ---- | ---- | ---- | ---- | ---- | ---- | ---- |
| Počet obyvatel | 359  | 405  | 417  | 457  | 412  | 380  | 296  | 193  | 198  | 184  | 172  | 151  | 162  | 152  | 170  |
| Počet domů     | 67   | 75   | 80   | 88   | 80   | 82   | 65   | 69   | 54   | 53   | 46   | 68   | 69   | 76   | 79   |

## Obecní správa
Mezi lety 1869–1950 Loučky byly obcí v okrese Semily. V letech 1961–1990 patřil jako část obce ke Klokočským Loučkám a od 1. září 1990 jsou opět samostatnou obcí.

### Obecní symboly
Znak a vlajka byly obci uděleny rozhodnutím předsedy Poslanecké sněmovny Parlamentu České republiky dne 27. května 2008.

## Pamětihodnosti
- Kostel sv. Antonína Paduánského
- Přírodní památka Podloučky
- Lípa v Loučkách, památný strom u kostela
- Výstavní zastavení v budově č.p. 34
- Minimuzeum kinematografie a Sokola

## Galerie

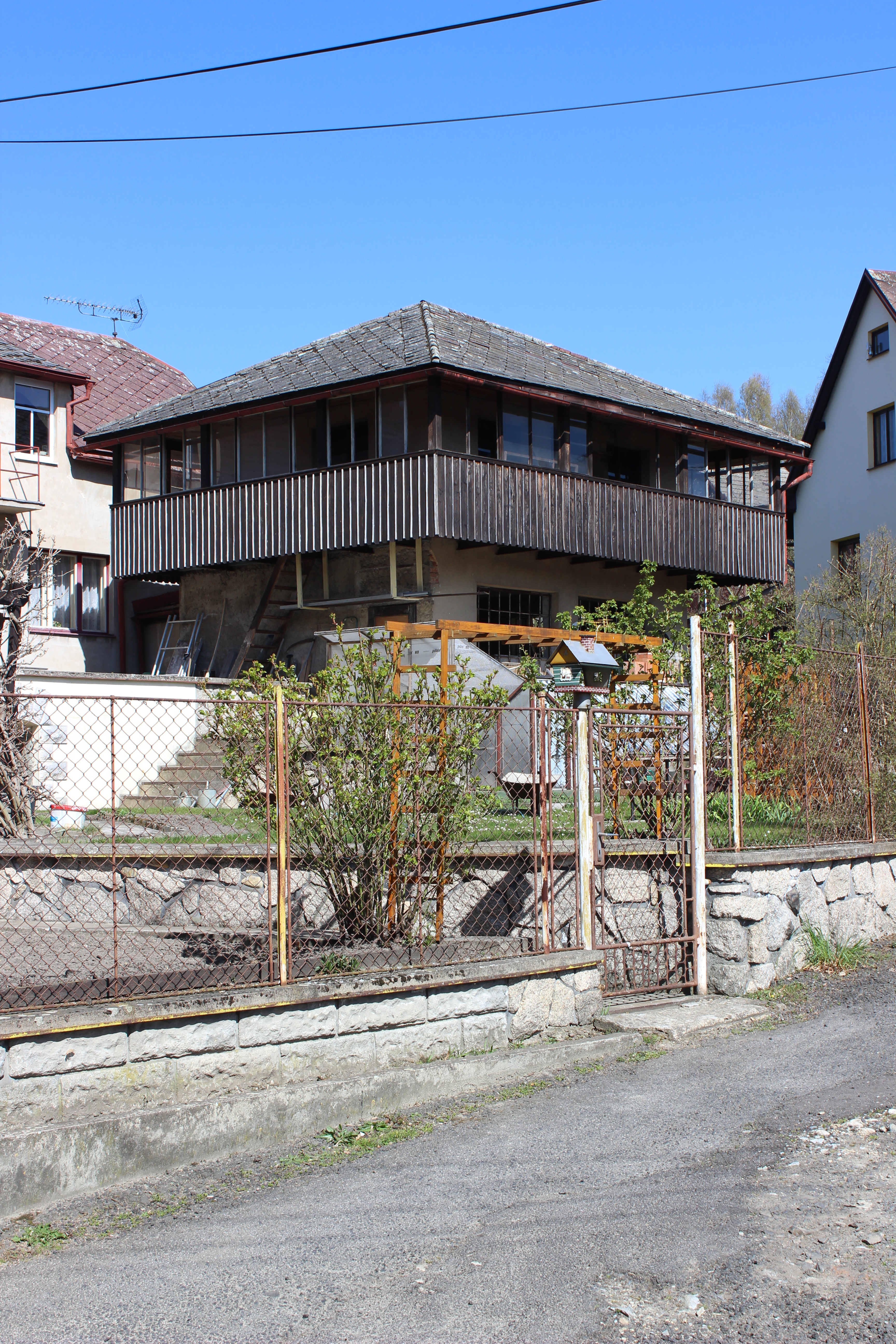
Dům číslo 85
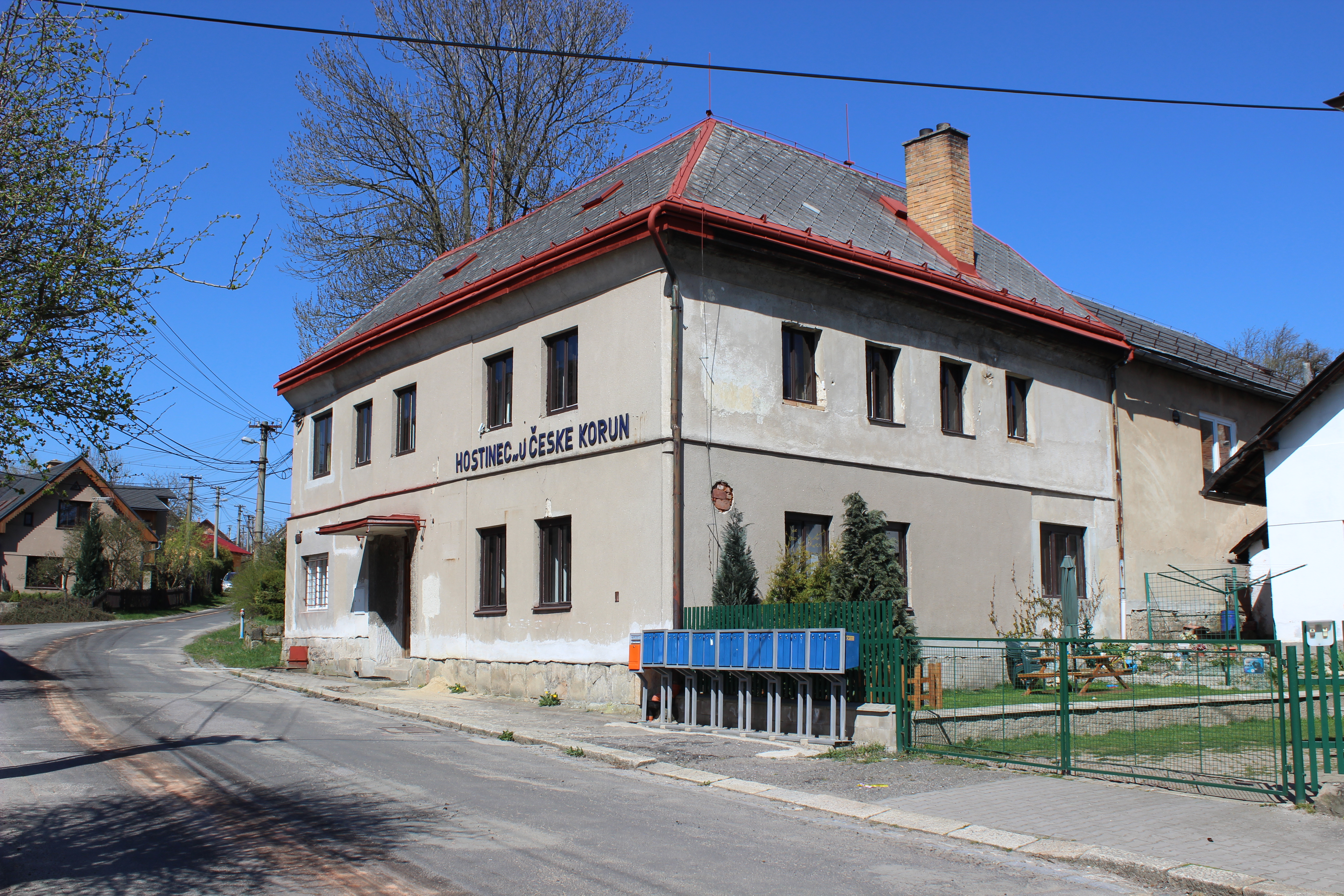
Někdejší hostinec U české koruny
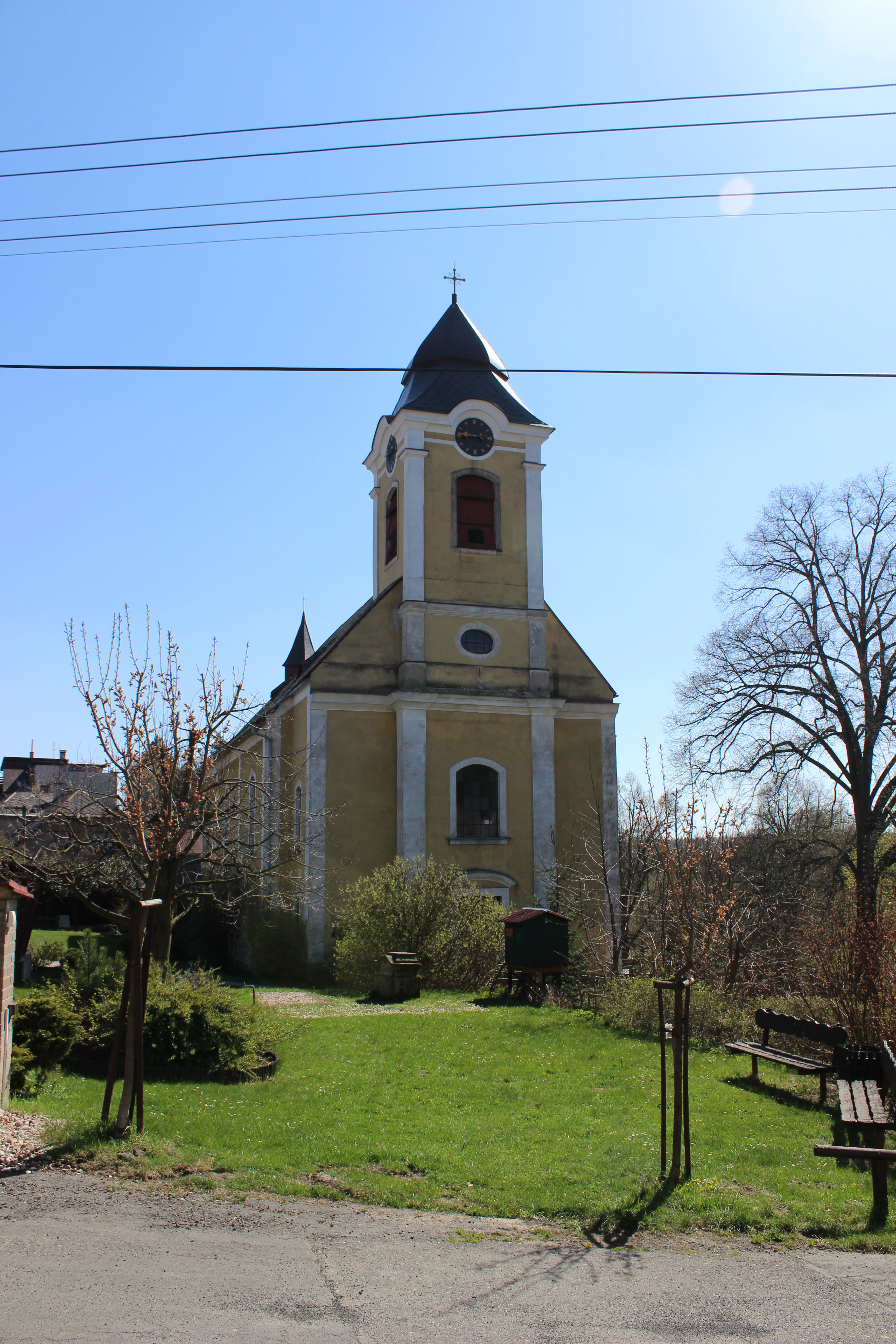
Kostel svatého Antonína Paduánského
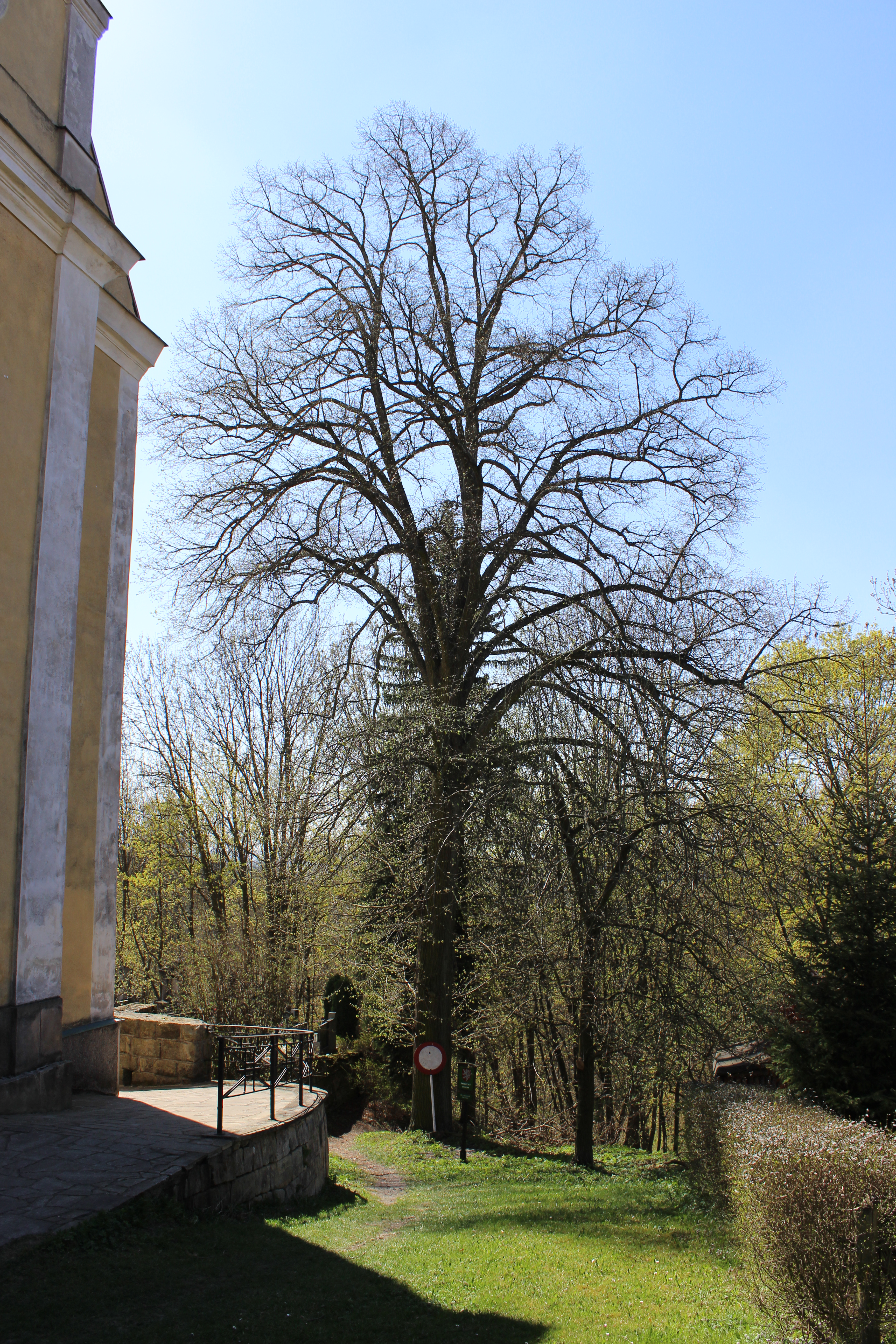
Památná lípa srdčitá
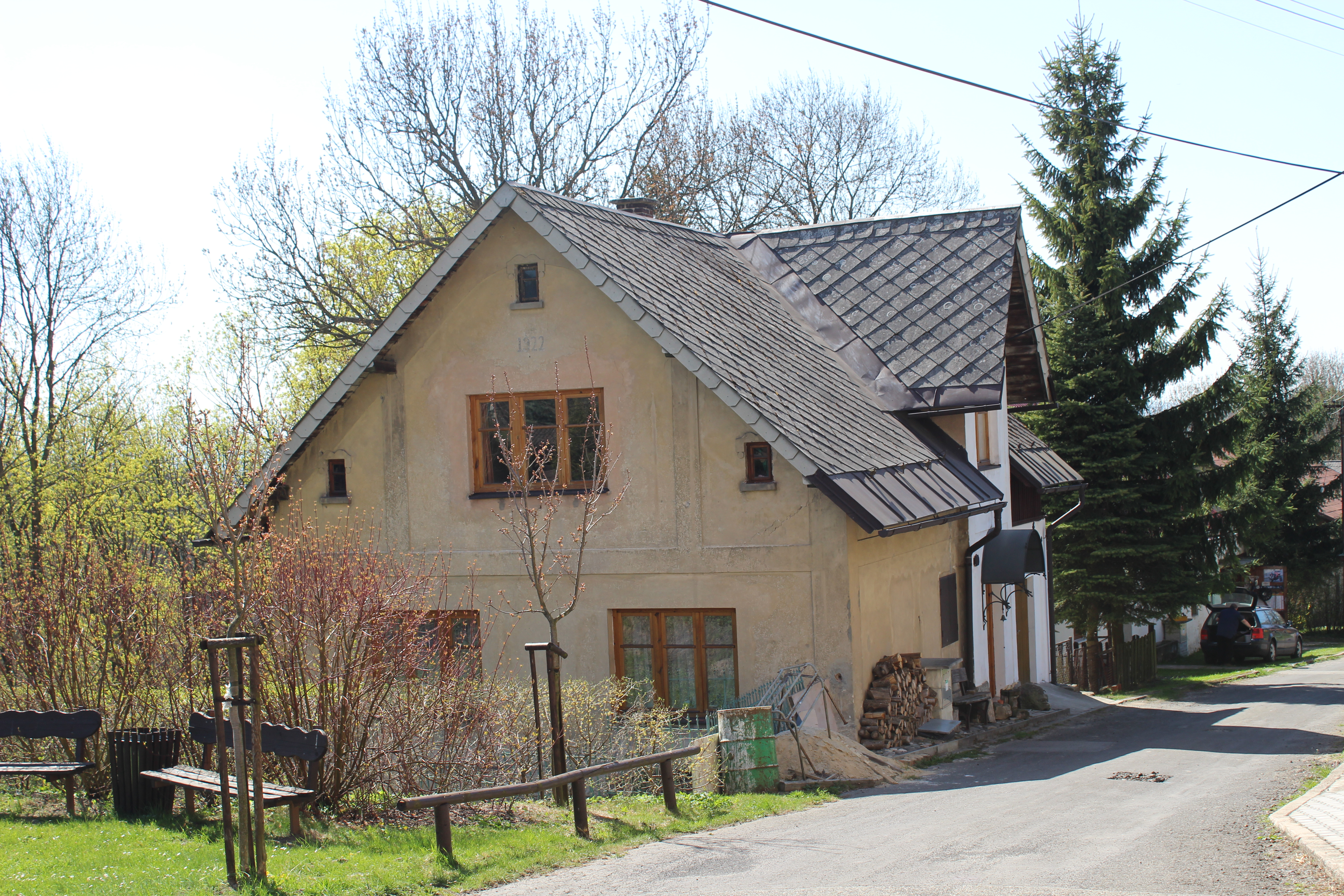
Dům číslo 89